# قائمة أعلام دولة هونغ كونغ
هذه قائمة بأعلام هونغ كونغ.

## العلم الرسمي
| علم | تاريخ    | استخدام       | وصف |
| --- | -------- | ------------- | --- |
|     | منذ 1997 | علم هونغ كونغ | زهرة بوهينيا بلاكينا بيضاء ذات 5 بتلات على خلفية حمراء. الاسم الصيني لزهرة بوهينيا بلاكينا قد تقلص مرارًا من 紫荊/紫荆 (洋 يانغ تعني "أجنبي" بالصينية، وهذا يعد غير مناسب حسب الحكومة الشيوعية)، ورغم ذلك 紫荊/紫荆 تشير إلى نوع آخر يسمى زمزريق. تمثال للنبتة قد وُضِع في ميدان البوهينيا الذهبية في هونغ كونغ. برغم من أن الأزهار لونها أرجواني وردي ساطع، فإنها ملونة بالأبيض على علم هونغ كونغ. |

## أعلام تاريخية
| علم | تاريخ               | استخدام                                                             | وصف |
| --- | ------------------- | ------------------------------------------------------------------- | --- |
|     | 1514–1521           | علم مملكة البرتغال                                                  | احتل الأسطول البرتغالي تاماو (حاليًا توين مون و‌لانتاو و‌كواي تشونغ) في 1514.                                                                      |
|     | 1843–1868           | علم المملكة المتحدة                                                 | علم الاتحاد رفرف أثناء السيطرة الأولية على المستعمرة في 1841 ووُجدت وثيقة في 1870 أن العلم كانت تستخدمه الحكومة ابتداءً من 1843.                  |
|     | 1862–1890           | علم سلالة تشينغ                                                     | أول أعلام سلالة تشينغ (مثلث). الأقاليم الجديدة كانت لا تزال أراضٍ تابعة لسلالة تشينغ قبل 1898. لم يكن لإمبراطورية تشينغ علمًا رسميًا من 1644-1862. |
|     | 1871–1876           | علم المستعمرة الملكية البريطانية هونغ كونغ                          | راية بريطانية زرقاء بتاج أسفله "HK" (هـ ك). |
|     | 1876–1941 1945–1955 | علم المستعمرة الملكية البريطانية هونغ كونغ                          | راية بريطانية زرقاء بمشهد واجهة مائية محلية. |
|     | 1890–1898           | علم سلالة تشينغ                                                     | ثاني أعلام سلالة تشينغ (مستطيل). الأقاليم الجديدة كانت لا تزال أراضٍ تابعة لسلالة تشينغ قبل 1898.                                                |
|     | 1941–1945           | علم اليابان                                                         | احتلال عسكري من إمبراطورية اليابان. |
|     | 1955–1959           | علم المستعمرة الملكية البريطانية هونغ كونغ                          | راية بريطانية زرقاء بمشهد واجهة مائية محلية. |
|     | 1959–1997           | علم المستعمرة الملكية البريطانية ولاحقًا الإقليم البريطاني هونغ كونغ | راية زرقاء بريطانية بها شعار هونغ كونغ (1959–1997).                                                                                             |
|     | 1985–1999           | علم المجلس الإقليمي                                                 | ورقة بوهينيا بلاكينا منمقة حدودها بيضاء، في صورة حرف "R" مائل قطري، على خلفية خضراء، يمثل اللون الأخضر للأوراق.                                 |
|     | عقد 1960–عام 1999   | علم المجلس الحضري                                                   | زهرة بوهينيا بلاكينا منمقة حدودها بيضاء على خلفية زهرية، تمثل لون الزهرة.                                                                       |
|     | 1910–1941 1945–1959 | علم محافظ هونغ كونغ                                                 | |
|     | 1959–1997           | علم محافظ هونغ كونغ                                                 | |